# Christian David Gebauer

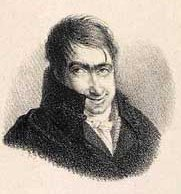
Christian David Gebauer, 1777–1831

Christian David Gebauer (* 15. Oktober 1777 in Neusalz an der Oder, Niederschlesien; † 15. September 1831 in Aarhus) war ein dänischer Schlachten-, Tier- und Genremaler sowie Grafiker.

## Leben
Christian David Gebauer war der Sohn von Johann Christian Gebauer und Maria Elisabeth, geb. Rupprecht. Er wurde 1777 geboren in Neusalz an der Oder, dem heutigen Nowa Sól, wo sein Vater bei der Herrnhuter Brüdergemeine als Prediger wirkte. Er kam mit seinen Eltern später zunächst nach Barby und dann in die Siedlung der Herrnhuter Brüdergemeine von Christiansfeld in Nordschleswig, wo er seine Kindheit verbrachte und dänischer Bürger wurde.
Er studierte ab 1800 an der Königlich Dänischen Kunstakademie in Kopenhagen bei Christian August Lorentzen, musste dieses Studium aber wegen einer seit der Kindheit bestehenden Schwerhörigkeit bereits 1801 aufgeben. Seine Motive waren in dieser Zeit hauptsächlich Landschaften und die Darstellung von Tieren. Seine ausgestellten Schülerarbeiten, teilweise Tintenzeichnungen mit humorvollem Inhalt, teils große Gemälde, erregten Nicolai Abildgaards Aufmerksamkeit und brachten ihm die Gunst des Grafen Christian Ditlev Reventlow. Er stellte 1806 auf der Charlottenborg Frühjahrsausstellung zum ersten Mal aus und danach regelmäßig während seines ganzen Lebens.
Mithilfe verschiedener Stipendien konnte er mehrere Studienreisen unternehmen, so war er 1813/1814 in Dresden, wo er sich der Schlachtenmalerei widmete, und von 1826 bis 1827 in München und Wien. 1815 wurde er Mitglied der Kunstakademie, zu seinen Schülern gehörte u. a. Jørgen Sonne. Ab 1828 lebte er in Aarhus, wo er sich als Zeichenlehrer etablierte. Gebauers Werke waren in ihrer Aussage stark beeinflusst von Galeriestudien niederländischer und flämischer Meister.
Christian David Gebauer war ab 1807 verheiratet mit Mariane Hoeg (1780–1827). Gebauer starb 1831 in Aarhus kurz vor seinem 54. Geburtstag. Er wurde auf dem Søndre Kirkegård begraben, der Grabstein befindet sich heute im Rådhusparken. Die Stadt Aarhus benannte 1899 die Gebauersgade nach dem Künstler.

## Stipendien, Ehrungen
- 1806 Fond ad Usus Publicos (1806–1808, 1812–1813, 1820, 1826–1827, Unterstützungen für die Auslandsreisen)
- 1815 Reiseunterstützung der Akademie
- 1817 Königliche Unterstützung
- 1831 Ernennung zum Professor durch die Akademie

## Werke (Auswahl)
Gemälde

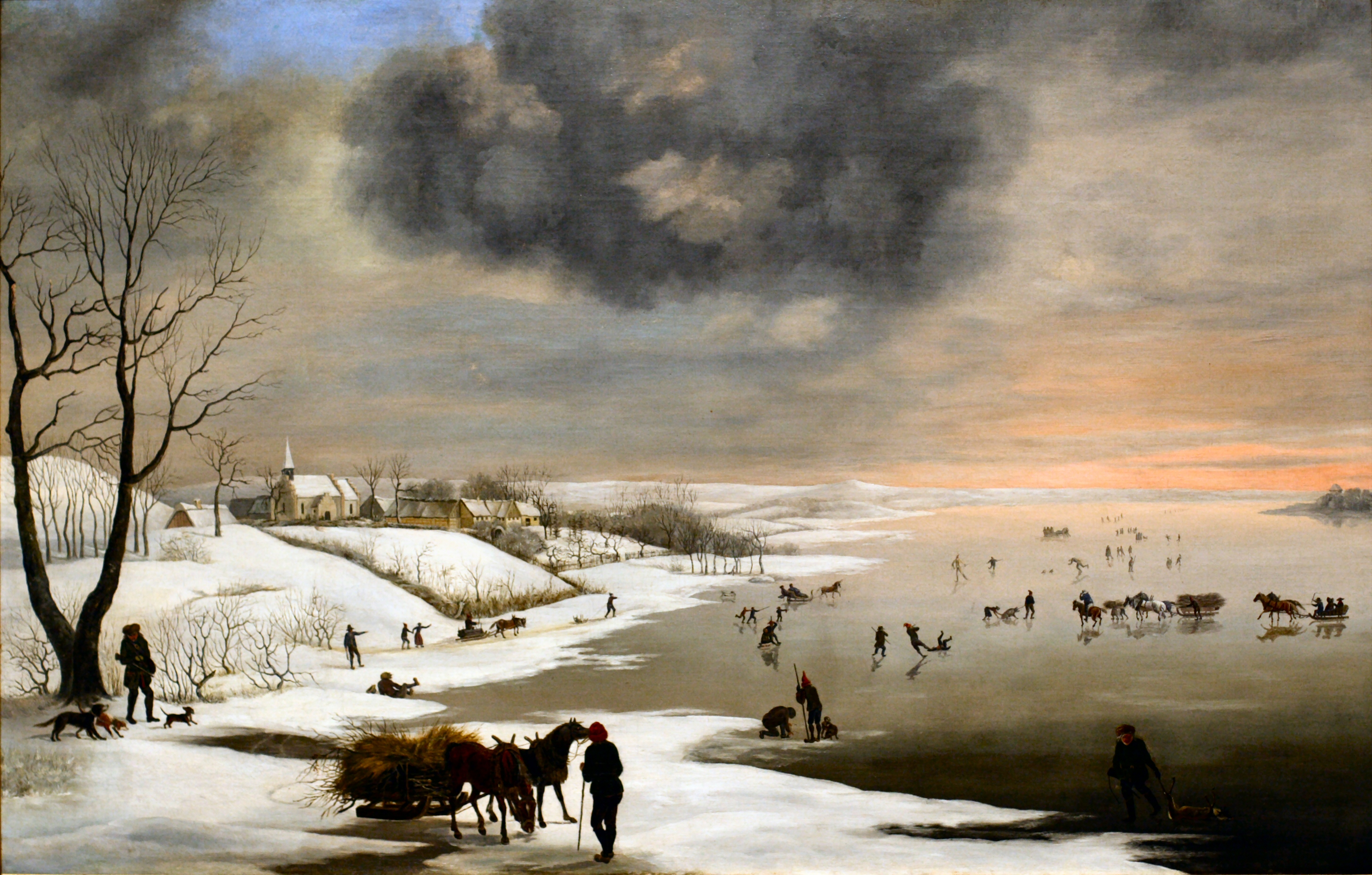
Vinterlandskab med Brabrand Kirke, um 1831, ARoS

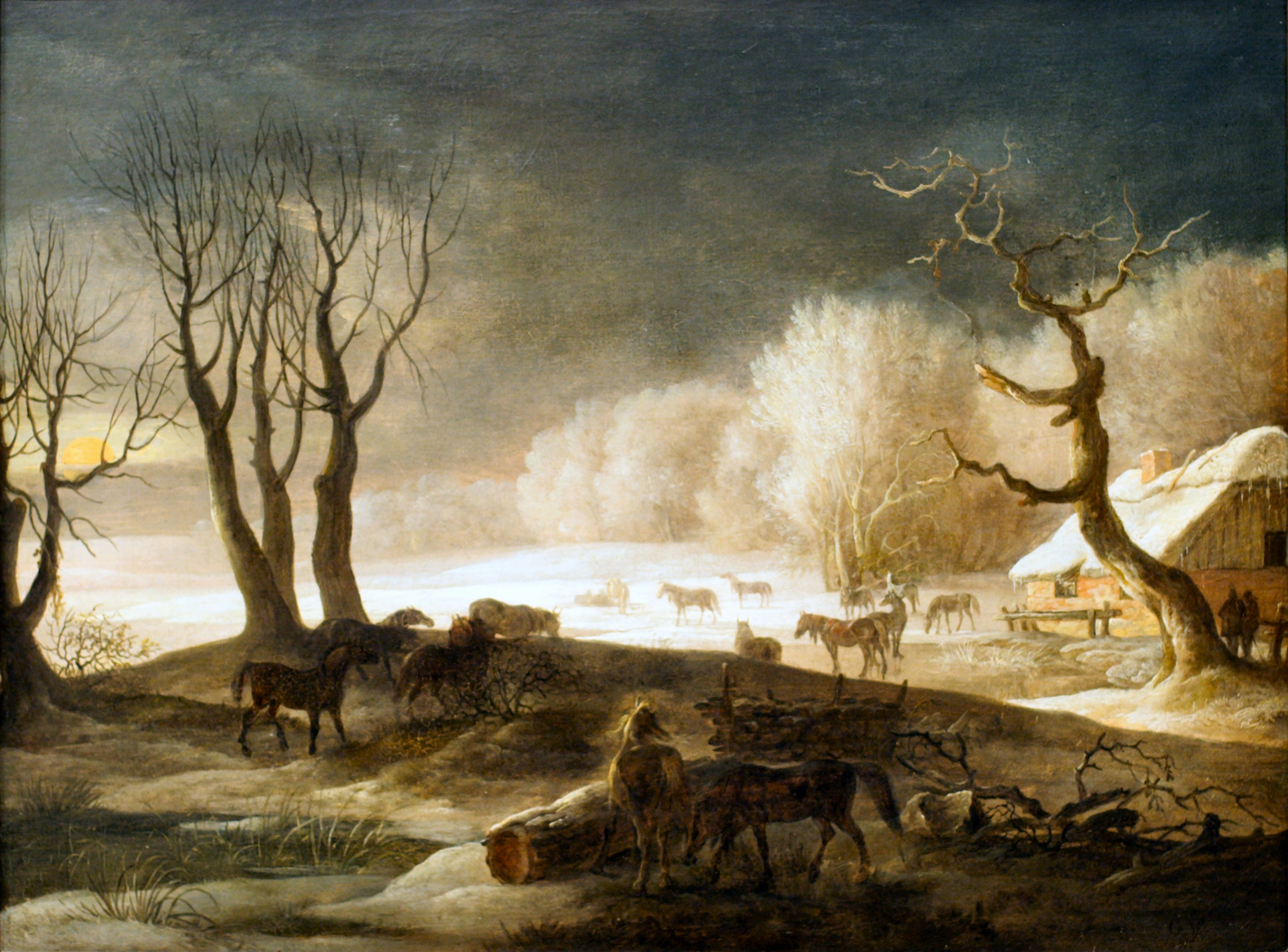
Det vilde stutteri, 1831, ARoS

- Hjorte i Dyrehaven, i baggrunden Eremitagen, 1823 (Hirsche im Tierpark, im Hintergrund eine Einsiedelei)
- Vinterlandskab med Brabrand Kirke, um 1831 (Winterlandschaft mit der Kirche von Brabrand)
- Det vilde stutteri, 1831 (Das wilde Gestüt)
- En Hyrde Med Kvæg (Ein Schäfer mit Vieh)
- Landskab Med Kvæg (Landschaft mit Vieh)
- En bøhmisk Bjærgegn paa Vejen fra Pilsen til Regensburg (Eine böhmische Bergregion an dem Weg von Pilsen nach Regensburg)[2]

Grafik
- Cossack Dismounting from a Horse, um 1813 (Kosake beim Absitzen vom Pferd)
- Cossack Rider Rounding up Horses, um 1813 (Kosakenreiter beim Einfangen von Pferden)
- Fighting Cossacks, um 1813 (kämpfende Kosaken)
- Gunfight between a Mounted Cossack and a Soldier in a Cart, um 1813 (Schießerei zwischen einem berittenen Kosaken und einem Soldaten im Wagen)
- Livestock Market, 1831 (Viehmarkt)[3]
- Det Kongelige danske Stutteri [i Frederiksborg paa öen Sjaelland]. Mit einem lithogr. Titel mit Vignette sowie einer Folge von 16 zumeist kolor. lithogr. Pferdetafeln, Königl. Kunstakademie, Kopenhagen 1822[4] (Das königlich dänische Gestüt in Frederiksborg auf der Insel Seeland)[2]